# Crociata spaziale (Poul Anderson)
Crociata spaziale (The High Crusade) è un romanzo di fantascienza di Poul Anderson. L'opera è stata candidata nel 1961 al Premio Hugo per il miglior romanzo.
Dal romanzo è stato tratto nel 1994 il film tedesco Anno 1345: l'impossibile crociata (High Crusade – Frikassee im Weltraum) per la regia di Klaus Knoesel e Holger Neuhäuser.

## Storia editoriale
Il romanzo è stato pubblicato in tre puntate sulla rivista mensile Analog Science Fiction and Fact, da luglio a settembre del 1960 e in edizione paperback lo stesso anno; seppure considerata una delle opere minori dello scrittore, ha riscosso grande successo ed è stata ristampata molte volte e tradotta in più lingue.
È stato tradotto in italiano a partire dal 1962.
Nello stesso universo narrativo del romanzo Crociata spaziale, nel 1983 Anderson ha pubblicato il racconto Quest, ambientato nel 1375, trent'anni dopo l'inizio della precedente storia.

## Trama
(Crociata spaziale, Poul Anderson)
Nel 1345 nel villaggio inglese di Ansby il barone Sir Roger de Tourneville sta organizzando un piccolo esercito per muovere battaglia contro i francesi, in aiuto di Re Edoardo III d'Inghilterra. Durante i preparativi un'astronave aliena atterra tra le truppe e un extraterrestre ne discende aprendo il fuoco contro i terrestri con una pistola a raggi. I bellicosi inglesi non si lasciano impaurire e, dopo un primo breve tentennamento, guidati dal loro condottiero, irrompono nell'astronave uccidendo tutti gli occupanti ad eccezione di uno. L'alieno sopravvissuto viene affidato a Fratello Parvus, un frate francescano che dovrà insegnargli la lingua latina per poi interrogarlo. L'extraterrestre si chiama Branithar e appartiene alla razza wersgorix che con tirannide ha occupato innumerevoli mondi e soggiogato moltissime altre razze. Sir Roger pensa di poter utilizzare le armi e la nave aliena prima contro i francesi e poi contro i saraceni in Terrasanta e ordina ai suoi uomini di imbarcarsi nell'astronave con viveri, bestiame e famiglie al seguito.
Branithar, con l'inganno, dirige invece l'astronave verso il pianeta Tarixan nella speranza che, una volta giunti a destinazione, i terrestri vengano annientati dai suoi compagni Wersgor che su quel mondo hanno insediato una delle loro colonie. Nonostante lo sconcerto dei terrestri, Sir Roger riesce a mantenere l'ordine tra i suoi; una volta atterrati sul mondo alieno, invece di arrendersi al nemico, scatena il suo esercito sconfiggendo rapidamente le forze nemiche, incapaci di sostenere combattimenti corpo a corpo. I terrestri devono gestire le prime difficoltà di ambientamento su Tarixan e imparare a padroneggiare le tecnologie dei Wersgor, nonostante le povere conoscenze scientifiche medievali, basate sulla superstizione e la religione e impossibilitati a ritrovare la strada verso la Terra. Sir Roger usa tutte le sue machiavelliche doti e le capacità combattive degli inglesi per allearsi con i nemici dei Wersgor, da secoli oppressi e timorosi di tentare un riscatto, e quindi sconfiggere definitivamente gli alieni sostituendo la loro dominazione con il feudalesimo terrestre.

## Personaggi
Sir Roger de TournevilleIl barone inglese, sta approntando un esercito per unirsi a Edoardo III d'Inghilterra nella guerra contro la Francia.
Fratello ParvusFrate francescano di circa quarant'anni, il redattore delle cronache narrate.
Sir Owain di MontbelleFascinoso cavaliere tra i ranghi dell'esercito di Sir Roger. Inizialmente suo fedele suddito, innamorato della moglie del suo barone, lo tradirà per tentare di ritornare sulla Terra.
Lady CatherineLa moglie di sir Roger, nutre astio nei confronti del marito, accusandolo di aver portato la sua famiglia e i suoi sudditi verso il disastro, lontano dalla Terra. Si riconcilierà con il marito aiutandolo nel momento del bisogno.
Red John HamewardCombattivo e fedele cavaliere tra le schiere dell'esercito di Sir Roger.
BranitharL'alieno, unico sopravvissuto della spedizione dei Wersgor sulla Terra.

## Opere derivate
Dal romanzo è stato tratto nel 1994 il film tedesco Anno 1345: l'impossibile crociata (High Crusade – Frikassee im Weltraum) diretto da Klaus Knoesel e Holger Neuhäuser e prodotto da Roland Emmerich. Precedentemente George Pal si era interessato al romanzo per ricavarme una riduzione cinematografica, ma la morte del regista aveva interrotto il progetto.
In concomitanza con la pubblicazione del racconto Quest nel numero 16 del 1983 della rivista Ares, inteso come appendice al romanzo Crociata spaziale, fu realizzato un wargame pubblicato nello stesso numero del periodico intitolato The Hight Crusade.

## Edizioni
- (EN) Poul Anderson, The High Crusade, pubblicato in tre puntate su Analog Science Fiction and Fact, vol. 65 n. 5 (luglio 1960), vol. 65 n. 6 (agosto 1960) e vol. 66 n. 7 (settembre 1960)
- (EN) Poul Anderson, The High Crusade, 1ª ed., Doubleday, 1960, ISBN non esistente.
- Poul Anderson, Crociata spaziale, traduzione di Pina Manzini, Cosmo, n. 105, Ponzoni editore, 1962, ISBN non esistente.
- Omnibus:  Poul Anderson e Bielt Niutold, Crociata spaziale, R. Z. 115 Negatron, traduzione di Pina Manzini, Cosmo. I capolavori della fantascienza, n. 52, Ponzoni editore, 1966, ISBN non esistente.
- Poul Anderson, Crociata spaziale, traduzione di Antonio Bellomi, Orizzonti. Capolavori di fantasia e fantascienza, n. 17, Fanucci editore, 1982, ISBN non esistente.
- Poul Anderson, Crociata spaziale, traduzione di Antonio Bellomi, Economica tascabile, n. 2, Fanucci editore, 1982, ISBN 88-347-0200-X.